# O Rei e os Trapalhões
O Rei e os Trapalhões é um filme brasileiro de Os Trapalhões do gênero comédia e aventura, dirigido por Adriano Stuart em 1979. Inspirado no conto As Mil e Uma Noites, o filme foi filmado parcialmente no Marrocos, na França, nos Estados Unidos e na cidade do Rio de Janeiro.

## Sinopse
Numa cidade do Oriente, o trono do jovem rei Amad é usurpado pelo malvado Vizir Jafar. O rei vai preso e, na cadeia, conhece então os famosos ladrões do reino: Abdul, Abel, Abol e Abil.
Com a ajuda destes ladrões, o rei foge e, durante a fuga, conhece a princesa Alina, pela qual se apaixona ardentemente. O Vizir possui poderes mágicos, enfrentados pelos heróis com a ajuda do gênio de uma lâmpada encontrada por Abdul.
Com a ajuda do gênio, os quatro amigos são transportados para o século XX, onde provocam muita confusão e acabam sendo presos.

## Elenco
- Renato Aragão como Abdul
- Mussum como Abol
- Dedé Santana como Abel
- Zacarias como Abil
- Mário Cardoso como  Amad
- Carlos Kurt como Jafar / Detetive Gonzaga
- Heloísa Millet como Princesa Alina
- Felipe Levy como  Sultão
- Myriam Thereza como  Aia de Alina
- Tony Vermont como Gênio
- Dino Santana como  Guarda
- Edson Farias
- Ubirajara Gama
- Amauri Guarilha
- Roberto Lee
- Hélio Oliveira
- Waldir Pedro
- Dalmo Peres
- Hélio Ribeiro
- Youssef Salim Elias como Peixeiro

## Recepção
Robledo Milani em sua crítica para o Papo de Cinema destacou: "É impressionante perceber que, segundo a Ancine, das 30 maiores bilheterias do cinema nacional em todos os tempos, quinze – ou seja, a metade – são estreladas pelos Trapalhões! Nesta impressionante lista, o décimo lugar – e ocupando a 18ª posição no ranking geral – é justamente O Rei e os Trapalhões, lançado em 1979. (...) Mais entrosados do que nunca, os quatro aqui aparecem mais uma vez buscando inspirações em clássicos universais, porém oferecendo uma roupagem cada vez mais própria."